# Lux Alfréd
Lux Alfréd (Logodi Aurél, Lőrincz András, Budapest, 1933. július 20. – Budapest, 1992. november 29.) magyar író, műfordító, kritikus, tanár.

## Életpályája
Az érettségit Pápán szerezte 1951-ben. Felsőfokú tanulmányait a Szegedi Tudományegyetemen magyar szakon, majd az ELTE-n folytatta. 1956-ban magyar szakos tanári oklevelet szerzett. 1956–1969 között különböző általános iskolában dolgozott tanárként, majd 1970-ben az Országos Pedagógiai Intézet adjunktusa lett, ahol 1976–1985 között főelőadó volt. 1985-től ugyanezt a munkakört töltötte be a Lapkiadó Vállalatnál. 1989-től gimnáziumban tanított.
Fordításai között megtalálhatóak német, bolgár, és olasz költők írásai. Macska az asztalfőn című írásából 1990-ben tévéfilmet forgatott  Vicsek Károly.
Felesége, Fennesz Julianna, asszonynevén a XII. kerületi Arany János Gimnázium igazgatója és magyar szakos tanára volt (1988-ban Földes Ferenc-díjat kapott.). Négy fiuk született: Lux Walter, közgazdász, Lux Balázs, orvos, Lux Ádám, színművész és Lux Ambrus, tanár.

## Halála és emlékezete
1992. november 29-én hunyt el 59 éves korában. December 8-án temették el a Farkasréti temetőben. Az Álmos Vezér Gimnázium és Általános Iskola a tiszteletére alapította a Lux Alfréd-díjat, amelyet 1994-ben osztottak ki először. Kautzky Norbert Mozdíthatatlan szavaink című versében emlékezett meg Luxról.

## Főbb művei

### Szerzőként
- szerk.: Majtényi Zoltán: Éjszakai dolgozatjavítás, Fekete-fehér illusztrációkkal, Móra Ferenc Ifjúsági Könyvkiadó. ISBN 963-112-002-3 (1980)[1][14]
- szerk.: Majtényi Zoltán: Macska az asztalfőn. Móra Ferenc Ifjúsági Könyvkiadó. ISBN 963-592-990-0 (1985)[1]
- szerk.: Majtényi Zoltán: Átokfajzat, Fekete-fehér illusztrációkkal, Móra Ferenc Ifjúsági Könyvkiadó. ISBN 963-11-5481-5 (1988)[1]

### Szerkesztőként
- Durkó Mátyás, H. Sas Judit, Kelemen László, Lénárd Ferenc.szerk.: Lux Alfréd: Az alakuló ember. Gondolat Kiadó. ISBN 963-280-186-5 (1976)
- szerk.: Lux Alfréd: Álomfejtés – Régi idők álmoskönyveiből. LSI Alkalmazástechnikai Szolgálat. ISBN 963-592-990-0 (1989)

### Jelentősebb cikkei
- A közöny zsákutcája: Georges Perec: Az alvó ember.  Nagyvilág,  XIV. évf.  9. sz. (1969)   1411. o.
- Frivol fennköltség: Boris Vian: Tajtékos napok.  Nagyvilág,  XXX. évf.  30. sz. (1970)   463–464. o.
- Az Irodalmi Színpad jövőjéről: Beszélgetés Keres Emil igazgatóval.  Színház,  VI. évf.  3. sz. (1973)   37–38. o.
- Az Irodalmi Színpad hármas programja: irodalom, színpad, közművelődés.  Színház,  VI. évf.  9. sz. (1973)   13–15. o.
- Irodalmi kamaraszínpad a Várban.  Színház,  VII. évf.  6. sz. (1974)   25–27. o.
- A Radnóti Miklós Színpad arculatáról.  Színház,  IX. évf.  9. sz. (1976)   23–25. o.
- Megkésett időszerűség: Heinrich Böll: Egy bohóc nézetei.  Nagyvilág,  XXVIII. évf.  6. sz. (1983)   938–939. o.
- Őszi chanson Tallinból: Mali Unt: Őszi kavargás.  Nagyvilág,  XXVIII. évf.  11. sz. (1983)   1735. o.
- Poshadt gyökerek: Marcello Venturi: A senki földje.  Nagyvilág,  XXIX. évf.  3. sz. (1984)   456–457. o.
- Körkép készülőben?: Jaan Kross: A cár őrültje.  Nagyvilág,  XXIX. évf.  4. sz. (1984)   615–616. o.
- A két igazi: Mario Soldati: Az amerikai feleség.  Nagyvilág,  XXIX. évf.  8. sz. (1984)   1256. o.
- Egy mai victoriana: Barbara Pym: Meghalt a szép galamb....  Nagyvilág,  XXIX. évf.  10. sz. (1984)   1578–1579. o.
- Félszeg magányosok: Barbara Pym: Őszi kvartett.  Nagyvilág,  XXIX. évf.  35. sz. (1990)   778–779. o.

### Fontosabb műfordításai
- Nikolaj Liliev, Hriszto Jaszenov, Aszen Razcetnikov, Nikola Furnadzsiev, Hriszto Radevszki, Hriszto Fotev versei a Bolgár költők antológiája című kötetben.
- Robert A. Heinlein.szerk.: Majtényi Zoltán: Pokoljárás a világűrben, In.: Pokoljárás a világűrben, Kozmosz Kiadó (1967)
- Carlos Rasch.szerk.: Majtényi Zoltán: Az astronautic pusztulása, In.: Pokoljárás a világűrben, Kozmosz Kiadó (1967)
- Robert A. Heinlein.szerk.: Majtényi Zoltán: Birodalmi logika, In.: Pokoljárás a világűrben, Kozmosz Kiadó (1967)